# ココロ図書館 オリジナル・サウンドトラック
『ココロ図書館 オリジナル・サウンドトラック』（ココロとしょかん オリジナル・サウンドトラック）は、テレビアニメ『ココロ図書館』のサウンドトラックである。2001年12月19日にビクターエンタテインメントから発売された。

## 収録曲
1. 窓に映るひまわり [4:00]
2. 虹とわたし [4:06]
3. ビーグル [4:02]
歌：山野裕子
作詞：岩里祐穂、作曲・編曲：宮川弾
  - オープニングテーマ
4. 空につづく坂道 [4:03]
5. 風の強かった日 [3:21]
6. おウチへ帰ろう [4:08]
7. ビーグル（orgel version） [2:18]
8. ネコはなんでも知っている [2:48]
9. お留守番の夜 [2:46]
10. シトロン [4:04]
11. 4月23日 くもりのち雨 [2:49]
12. 遠い夏 光の庭 [2:11]
13. オレンジ色の影 [2:19]
14. ジョルディ [3:27]
15. 今の私にできること [4:11]
16. 秘密はマーマレードの瓶の中 [2:21]
17. 奇跡が起こる場所 [4:29]
18. 月はみてる [3:37]
歌：山野裕子
作詞：岩里祐穂、作曲：熊谷憲康、編曲：宮川弾
  - エンディングテーマ
19. ビーグル（TV size） [1:52]